# Proibições de símbolos comunistas

Países onde:
Todos os símbolos comunistas são proibidos
Certos símbolos comunistas são proibidos
Símbolos comunistas eram anteriormente proibidos

Símbolos comunistas foram proibidos, total ou parcialmente, por vários países ao redor do mundo. Como parte de um processo mais amplo de descomunização, essas proibições foram, em sua maioria, propostas ou implementadas em países que pertenciam ao Bloco Oriental durante a Guerra Fria, incluindo alguns Estados pós-soviéticos. Em alguns países, as proibições também se estendem para proibir a propagação do comunismo em qualquer forma, com punições variadas aplicadas aos infratores. Embora as proibições impostas por esses países visem nominalmente a ideologia comunista, elas podem ser acompanhadas por um sentimento popular antilesquerdista e, portanto, resultarem em uma proibição de fato de todas as filosofias de esquerda, como o socialismo, mesmo sem uma legislação explícita para bani-las.

## Tabela resumo
| País / Região  | Legalidade de símbolos comunistas | Exceções |
| -------------- | --------------------------------- | --- |
| Albânia        | Legal                             | — |
| Brasil         | Legal                             | — |
| Bulgária       | Legal                             | — |
| Croácia        | Legal                             | — |
| Chéquia        | Legal                             | — |
| Dinamarca      | Legal                             | — |
| Estónia        | Legal                             | — |
| França         | Legal                             | — |
| União Europeia | Legal                             | — |
| Geórgia        | Ilegal                            | Fins educacionais; símbolos comunistas que não estejam relacionados à União Soviética                                                                                                |
| Alemanha       | Legal                             | Uso é legal, a menos que o símbolo esteja associado a organizações proibidas (ex.: KPD); uso geral (ex.: martelo e foice) não é proibido se não vinculado a grupos inconstitucionais |
| Hungria        | Legal                             | — |
| Indonésia      | Ilegal                            | — |
| Israel         | Legal                             | — |
| Letónia        | Ilegal                            | Símbolos comunistas que não estejam relacionados à União Soviética |
| Lituânia       | Ilegal                            | Símbolos comunistas que não estejam relacionados à União Soviética |
| Moldávia       | Legal                             | — |
| Polónia        | Legal                             | — |
| Roménia        | Legal                             | — |
| Rússia         | Legal                             | — |
| Coreia do Sul  | Ilegal                            | Fins educacionais; símbolos comunistas que não estejam relacionados à Coreia do Norte                                                                                                |
| Suécia         | Legal                             | — |
| Taiwan         | Legal                             | — |
| Ucrânia        | Ilegal                            | Fins educacionais |
| Estados Unidos | Legal                             | — |

## Proibições gerais

### Indonésia

Panfletos e literatura de propaganda anticomunista, acusando o Partido Comunista da Indonésia de estar por trás do Movimento 30 de Setembro

O "Comunismo / Marxismo-Leninismo" (terminologia oficial) foi proibido na Indonésia após a tentativa de golpe de 30 de setembro e os subsequentes massacres anticomunistas, por meio da adoção da TAP MPRS nº 25/1966 na Sessão Geral do MPRS de 1966 e da Lei nº 27/1999 em 1999 (cujos respectivos memorandos explicativos afirmam que "[Comunismo / Marxismo-Leninismo inclui] os fundamentos e táticas de luta ensinados por... Stalin, Mao Tsé-Tung, et cetera..."), os quais ainda estão em vigor. A lei não declara explicitamente uma proibição de símbolos do comunismo, mas a polícia indonésia frequentemente usa essa lei para prender pessoas que os exibem. Alguns dos infratores eram pessoas sem conhecimento sobre os símbolos comunistas, e nesses casos as autoridades frequentemente os liberavam com apenas punições leves ou multas pequenas. A exibição desses símbolos com a intenção de propagar ideais "Comunistas / Marxistas-Leninistas" é considerada alta traição e pode ser punida com até 20 anos de prisão.
Outros símbolos socialistas e de esquerda, embora não proibidos oficialmente por lei (uma vez que o socialismo democrático ainda é aceito no país), ainda são amplamente condenados pelo governo indonésio e considerados intimamente ligados ao comunismo. Esses símbolos incluem a estrela vermelha, a bandeira vermelha, a heráldica socialista e hinos ou slogans como "A Internacional" e "Trabalhadores do mundo, uni-vos!". Apesar disso, "A Internacional" ainda é usada durante o Dia do Trabalhador. Não se sabe se os símbolos dos partidos comunistas no poder em outros países da ASEAN, como Vietnã e Laos, também são proibidos na Indonésia.
Além disso, desde que o regime da Nova Ordem assumiu o poder em 1967, a foice e o martelo foram altamente estigmatizados no país, de forma semelhante ao estigma em torno dos símbolos nazistas no mundo ocidental e da bandeira imperial japonesa na Coreia do Sul. Como tal, exibir esse símbolo em público, mesmo sem intenções políticas, ainda é considerado extremamente ofensivo, especialmente entre muçulmanos e islamistas políticos.
Em abril de 2017, a polícia indonésia deteve um turista malaio em um hotel em Matarão por usar uma camiseta com a imagem do símbolo da foice e martelo. O turista não sabia que os símbolos comunistas eram proibidos na Indonésia. A polícia apreendeu a camiseta e liberou o turista após dar-lhe um aviso. Em maio de 2018, um turista russo também foi detido pela polícia em Bali por exibir uma bandeira de vitória soviética, que também continha o símbolo.

### Ucrânia
Em abril de 2015, a Verkhovna Rada aprovou uma lei proibindo os símbolos comunistas e nazistas, após a Revolução da Dignidade e o início da guerra com a Rússia em 2014. Anteriormente, em 2012, a cidade de Lviv, no oeste da Ucrânia, proibiu a exibição pública de todos os símbolos comunistas, incluindo os não relacionados ao comunismo soviético. Em 17 de dezembro de 2015, todos os partidos comunistas foram oficialmente proibidos na Ucrânia. Cantar ou tocar o antigo hino da União Soviética, quaisquer outros antigos hinos das repúblicas soviéticas ou "A Internacional" é punível com pena de até cinco anos de prisão. Em julho de 2019, o Tribunal Constitucional manteve a lei, equiparando o comunismo ao nazismo.

## Proibições de certos símbolos

### Geórgia
Na Geórgia, o uso de símbolos da era soviética em prédios governamentais é proibido, assim como sua exibição em espaços públicos, embora essa lei raramente seja aplicada pelas autoridades. Uma proibição de símbolos comunistas foi proposta pela primeira vez em 2010, mas não definiu as sanções aplicáveis. Em 2014, houve uma proposta para emendar a proibição e introduzir parâmetros mais claros.

### Alemanha
A bandeira da República Democrática Alemã (Alemanha Oriental) foi proibida como um símbolo inconstitucional e criminoso na Alemanha Ocidental e em Berlim Ocidental, onde era chamada de Spalterflagge ("bandeira separatista"), até o final da década de 1960, quando a proibição foi suspensa. A bandeira e o emblema do extinto Partido Comunista da Alemanha (KPD) ainda são proibidos no país, sob a seção 86a do código penal alemão, enquanto o símbolo da foice e do martelo em si é considerado um símbolo universal e é legalmente usado pelo atual Partido Comunista Alemão (DKP) e por várias outras organizações e mídias.

### Letônia
Na Letônia, a percepção da URSS é altamente negativa devido à ocupação soviética dos Estados Bálticos. Em junho de 2013, o parlamento letão aprovou uma proibição da exibição de símbolos soviéticos e nazistas em todos os eventos públicos. A proibição inclui bandeiras, hinos, uniformes e o símbolo da foice e do martelo soviético.

### Lituânia
A Lituânia, de forma semelhante à Letônia, proibiu símbolos soviéticos e nazistas em 2008 (Artigo 18818 do Código de Infrações Administrativas), sob pena de multa. A coleta, comércio de antiguidades e atividades educacionais estão isentas da proibição. O Artigo 5 da Lei sobre Reuniões proíbe reuniões que envolvam imagens nazistas e soviéticas.

### Coreia do Sul
Assim como a bandeira da Alemanha Oriental e a bandeira do Partido Socialista Unificado da Alemanha foram ambas proibidas na antiga Alemanha Ocidental (e ainda são proibidas na Alemanha reunificada), é ilegal exibir a bandeira da Coreia do Norte ou a bandeira do Partido dos Trabalhadores da Coreia na Coreia do Sul. Esses símbolos são considerados inconstitucionais, embora algumas exceções existam, particularmente durante eventos esportivos internacionais.

## Legislação anticomunista proposta

### Albânia
O Instituto de Crimes Comunistas da Albânia (ICC) propôs uma proibição de filmes da era comunista, o que gerou reações hostis por parte do público.

### Brasil
Em 2016, Eduardo Bolsonaro, deputado federal por São Paulo e filho do então deputado e futuro presidente Jair Bolsonaro, propôs um projeto de lei para criminalizar a promoção do comunismo. O texto previa pena de dois a cinco anos de prisão e multa para quem fabricasse, comercializasse, distribuísse ou divulgasse símbolos ou propaganda que utilizassem a foice e o martelo, ou qualquer outro meio de disseminação favorável ao comunismo. Em dezembro de 2022, o projeto encontra-se na Comissão de Constituição e Justiça da Câmara dos Deputados do Brasil.

### Romênia
A Lei nº 51/1991 (artigo 3º, alínea h), sobre a Segurança Nacional da Romênia, considera como ameaças à segurança nacional: "a iniciação, organização, prática ou o apoio de qualquer forma a ações totalitárias ou extremistas de origem comunista, fascista, da Guarda de Ferro ou de qualquer outra origem, bem como ações racistas, antissemitas, revisionistas, separatistas que possam de alguma forma colocar em risco a unidade e integridade territorial da Romênia, assim como a incitação a atos que possam colocar em risco a ordem do Estado de direito". No entanto, símbolos não são especificamente mencionados na lei.